# Аспис, Богумил
Богумил Аспис (пол. Bogumił Aspis; 1842, Тушув близ Люблина (ныне Люблинский повят, Люблинское воеводство, Польша) — 23 мая 1898, Влоцлавек, Варшавская губерния, Царство Польское, Российская империя) — польский поэт, прозаик, драматург, переводчик и публицист.

## Биография
Родился в семье педагога, историка и лингвиста. Изучал философию в Московском и Санкт-Петербургском университетах. Учительствовал гимназиях в Радоме, Кельце, Сувалках и Варшаве. Преподавал литературу, историю, географию и иностранные языки.
Сотрудничал с журналами «Tygodnik Ilustrowany», «Tygodnik Mód i Powieści» и «Niwa».
В доме Асписа был литературный салон, который посещали, в частности Габриэла Запольская и Станислав Ноаковский.
Был страстным путешественником, объездил почти по всю Европу.

## Творчество
Представитель позитивизма.
Дебютировал в 1859 году с эпической поэмой «Salwator». В 1868 году опубликовал трагедию в стихах «Sulamita», а в 1869 году — аллегорическо-философскую поэму «Sen odrodzenia», в которой отобразил компромисс между традиционным и позитивистским мировоззрением.
Кроме того, он занимался переводом произведений Пушкина, Шекспира, Кальдерона де ла Барки, Байрона.
В начальном периоде своего творчества в его произведениях преобладали ирония и сарказм. После начала публикаций драм из серии «Zazdrość i miłość» («Ревность и любовь»), в его сочинениях преобладают мотивы любви.
Использовал псевдоним — Jakub Szatan (Якуб Сатана).

## Избранные произведения
- «Salwator» (поэма, 1859),
- «Sulamita» (трагедия, 1868),
- «Sen Odrodzenia» (поэма, 1869),
- «Dzwony» (проза, 1871),
- «Na cmentarżu» (поэма, 1875)
- «Na cześć Calderona» (1881),
- «Niebieska sonata» (соната, 1881)
- «Dwie zdrady» (драма)

Автор многих других беллетристических произведений и публицистических статей в различных журналах и польских изданиях.